# 漢顯節陵
汉显节陵中国汉明帝刘庄陵园，位于河南省洛阳市洛龙区寇店镇。面积6000平方米。墓呈圆形，周长500米，高约20米。